# Сабя от Върбица
Сабята от Върбица е археологическа находка от края на VII или началото на VIII век, когато в Малка Скития и Мизия (съотв. в дн. Румъния и България) се заселват Аспаруховите българи.
Тази находка притежава специфична стилистика, като най-близките паралели се намират със сабите от същия период, открити при Нови Пазар, Черенча и Кабиюк, а също така и с находките от Самарската дъга по Средна Волга (Шелехметски и Больше-таркански некропол), северозападните покрайнини на някогашния Хазарски каганат в междуречието на Дон и Днепър (Сухая Гомольша и Красная Горка по река Северски Донец) и Северозападното Предкавказие по поречието на река Кубан (Борисовски некропол). Разпространението на този най-ранен тип саби безспорно съвпада с териториите и посоките на разселване на българите след разпада на държавата им в Северното Черноморие и е индикатор за тяхната материална култура в областта на въоръжението.

## Съхранение и оценка
Класифицирането и датирането на мечовете от Средновековието се извършва на базата на дължината, ширината и извивката на острието, както и според формата на предпазителя, положението на танга и оформлението на помела.
Сабята е намерена в добре запазено състояние в района на средновековната крепост Калето при Върбишкия проход в близост до Върбица, община Велики Преслав от местния жител Стоян Груев. Сабята е музеен експонат от фонда на НАИМ при БАН. Първоначално тя е отнесена към хронологичната група VIII – X век поради това, че е по-къса и тясна по подобие на други саби с ранна датировка, при които също се наблюдава разположение на острие и танг в една линия.
По-обстоен преглед на нейните характеристики довеждат изследователите до нови изводи относно датировката и културно-етническата принадлежност на това оръжие. Тази теория е подкрепена от техническа възстановка и изработка на съвременно копие на оригиналния археологически експонат. Компановката на дръжката при репликата е извършена с кожа от скат и калпаче с два нита, и е заимствана от сабята от Кабиюк.

## Подобни находки
Оръжия от същия, а може би и от по-ранен период (VI-VII век) с отношение към появата на сабята и нейната еволюция са:
- сабя от гроб №27 на некропола в Нови Пазар[10],
- сабя от Черенча (местност Фисека)[11],
- сабя от могила №4 при Кабиюк, Шуменско[12] и
- две саби от п. 299 и 374 в Платонещи, окръг Яломица в днешна Румъния[13],
- палаш от Ришкия проход[14][15],
- палаш от фонда на НИМ[16],
- сабя от района на Дулово[17]
- палаш от Нова Бяла река [18].

- Характерни белези на репликата
- Ефес с едноръчна ръкохватка и правоъгълен предпазител
- Оформлението на ефеса на репликата е заимствано
- Двойнозаточен връх (елман) на острието